# Carlos Eastman Quiroga
Carlos Eastman Quiroga (1847-1917) fue un político y empresario chileno que ejerció como Intendente de Tarapacá durante la Matanza de la Escuela Santa María de Iquique. 
Nació en 1847; hijo de Edmundo Eastman White y Tomasa Quiroga Darrigrande, y hermano de Adolfo y Tomás Eastman Quiroga. 
Se dedicó toda su vida al comercio, llegando a ser Consejero del Banco de Chile; presidente del Banco Popular en 1902; director del Laboratorio Chile y presidente de la Sociedad de Plantaciones. 
Fue electo diputado suplente por Limache, para el período 1882-1885; se había incorporado el 7 de agosto de 1882, después de declararse no haber lugar al desafuero que había sido solicitado en su contra por don Enrique Gasson. 
Fue intendente de Tarapacá, en el gobierno de don Pedro Montt, desde el 3 de octubre de 1906 hasta febrero de 1908, participando de las negociaciones para detener la Huelga de 1907. Pese a intentar mediar entre los trabajadores y los empresarios, Eastman no recibió el apoyo de estos últimos cuando intentó llegar a un acuerdo con los huelguistas, por lo cual escribió a Montt por «la impostergable necesidad de solucionar la cuestión el mismo día». Siendo gobernador fue brevemente reemplazado por Julio Guzmán García en diciembre de 1907. También intentó embellecer la ciudad de Iquique, pero sus intentos de hacerlo resultaron en la burla de los pobladores, por lo cual se desagradó con su puesto. 
Falleció en 1917, a los 70 años de edad.
Se casó en San Felipe, el 7 de junio de 1873 con Elvira Caldera del Villar; no tuvieron hijos. 